# Hampea romeroi
Hampea romeroi är en malvaväxtart som beskrevs av José Cuatrecasas. Hampea romeroi ingår i släktet Hampea och familjen malvaväxter. Inga underarter finns listade i Catalogue of Life.